# Enargia nigrescens
Enargia nigrescens är en fjärilsart som beskrevs av Tutt 1892. Enargia nigrescens ingår i släktet Enargia och familjen nattflyn. Inga underarter finns listade i Catalogue of Life.